# Jüdischer Friedhof (Bödefeld)
Der Jüdische Friedhof Bödefeld befindet sich im Stadtteil Bödefeld der Stadt Schmallenberg im Hochsauerlandkreis in Nordrhein-Westfalen.
Der jüdische Friedhof liegt heute am Rande des Campingplatzes am Ortseingang linker Hand, von Schmallenberg aus gesehen. Auf dem Friedhof, der von um 1721 bis zum Jahr 1897 belegt wurde, sind keine Grabsteine erhalten. In der Nähe des Eingangs befindet sich ein Gedenkstein mit den Namen von drei Bestatteten.